# Central hidroeléctrica Chacabuquito
La central hidroeléctrica Chacabuquito es una planta transformadora de energía hidráulica en eléctrica de 25,7 MW. Es del tipo de pasada y está ubicada a 9 km al este de la ciudad de Los Andes (Chile), en la Región de Valparaíso.
Fue la primera central generadora del mundo en transar bonos de reducción de emisiones de CO2 bajo el Mecanismo de desarrollo limpio (MDL) de las Naciones Unidas. Comenzó a operar en 2002.